# Itaipava do Grajaú
Itaipava do Grajaú est une municipalité brésilienne située dans l'État du Maranhão.